# Nunavut
Nunavut (Inuktitut nyelven: ᓄᓇᕗᑦ, [nunaˈvut], fordítása: a mi földünk) territórium Kanadában. A legnagyobb és legkésőbb született Kanada territóriumai és tartományai közt, az ország északi részében, Grönlandtól délnyugatra. 
Kanada legritkábban lakott része: csaknem akkora területen, mint az Európai Unió fele, fele annyi ember él, mint egy közepes magyar városban. Ha szuverén lenne, Nunavut volna a világ leggyérebben lakott országa: még a szomszédos, majdnem ugyanakkora területű Grönland népessége is csaknem kétszerese Nunavuténak.
A territórium összterülete 2 093 190 km² (Magyarország területének a huszonháromszorosa), ebből 1 932 255 km² szárazföld és 160 935 km² édesvíz. Népessége a kanadai statisztikai hivatal 2008 áprilisi becslése szerint 31 152.

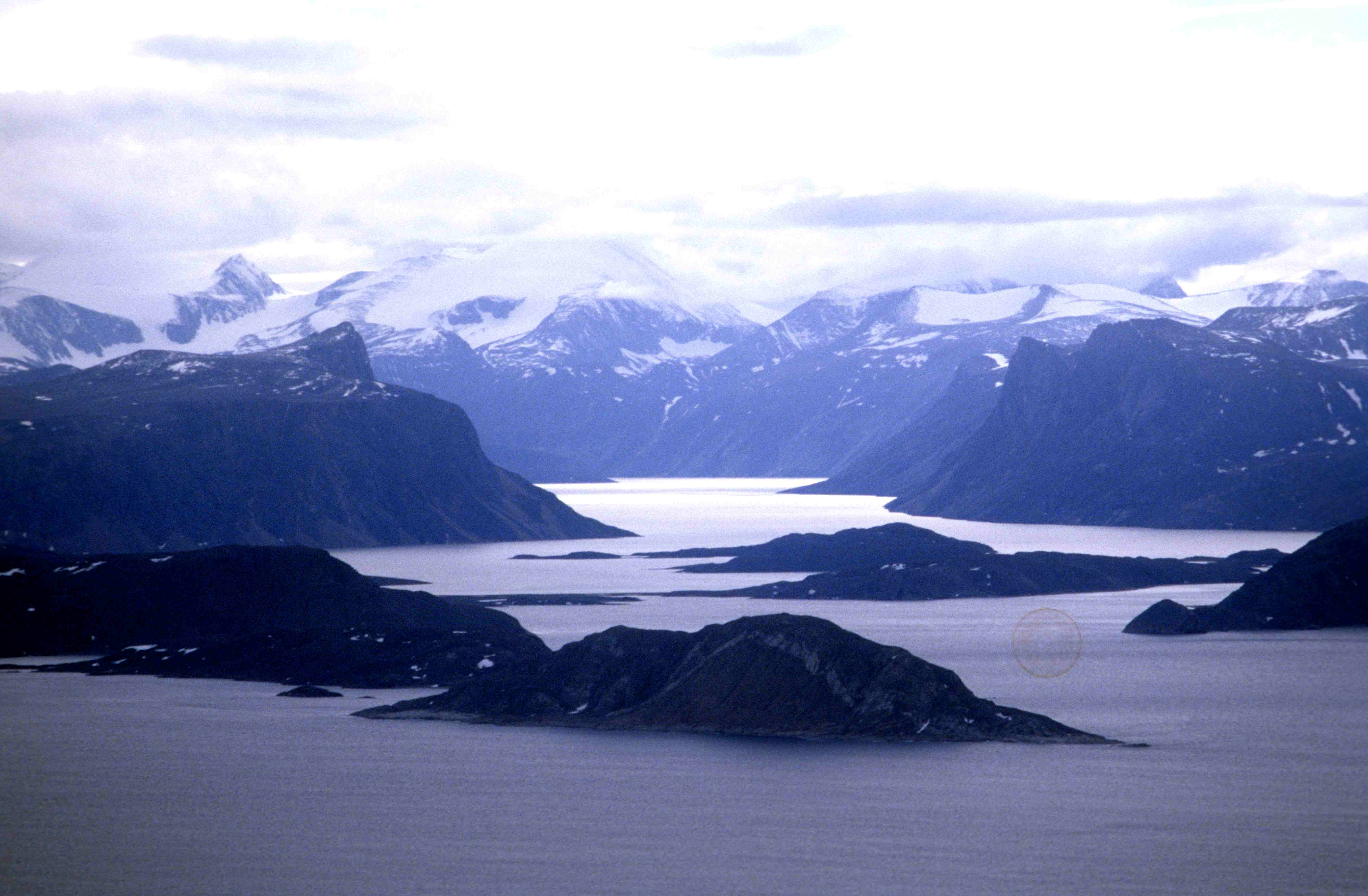
Az Auyuittuq Nemzeti Park északi vége (Home Bay, Davis Strait)

Jelentős települései: Iqaluit, Rankin Inlet, Cambridge Bay.
Nevének jelentése inuktitutul, az inuitok nyelvén „a mi földünk”. „Nunavuti” (lakó) ezen a nyelven „Nunavummiuq”, többes számban „Nunavummiut”.

## Nunavut és fővárosa létrejötte

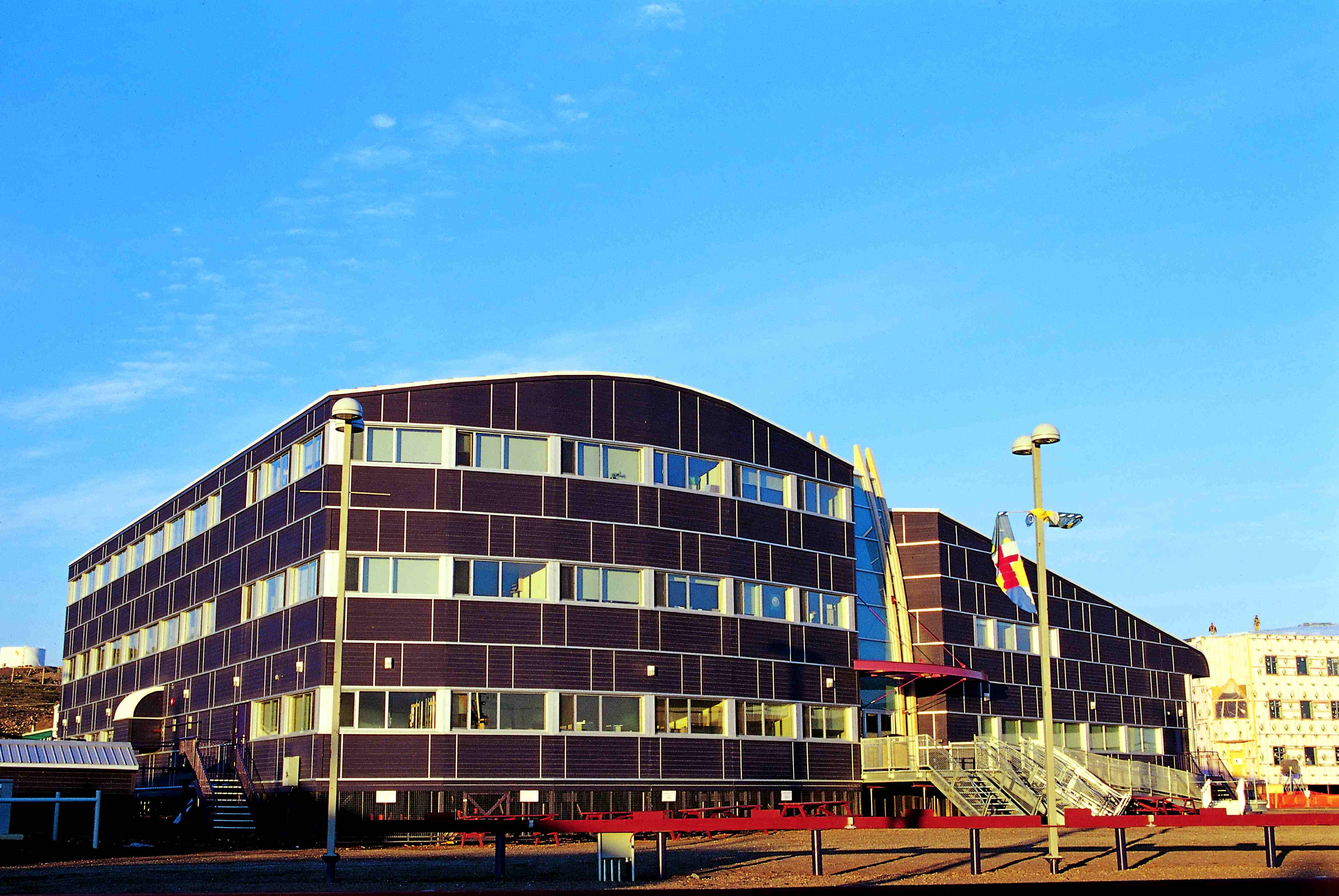
A Nunavuti Törvényhozó Gyűlés épülete Iqaluitban.

Nunavut hivatalosan 1999. április 1-jén vált ki az Északnyugati területek territóriumból a Nunavut törvény (Nunavut Act), illetve a Nunavuti Földigény Egyezmény törvény (Nunavut Land Claims Agreement Act) révén. A kiválás többéves folyamat volt, a határokat már 1993-ban meghúzták. A későbbi Nunavut lakói 1995-ben tartották a főváros-népszavazást, amelynek eredményeképp a keleti Baffin-szigeten fekvő Iqaluit lett a territórium fővárosa.
Nunavut kiválása volt az első jelentős változás Kanada térképén Újfundland tartomány 1949-es létrejötte óta.

## Földrajza

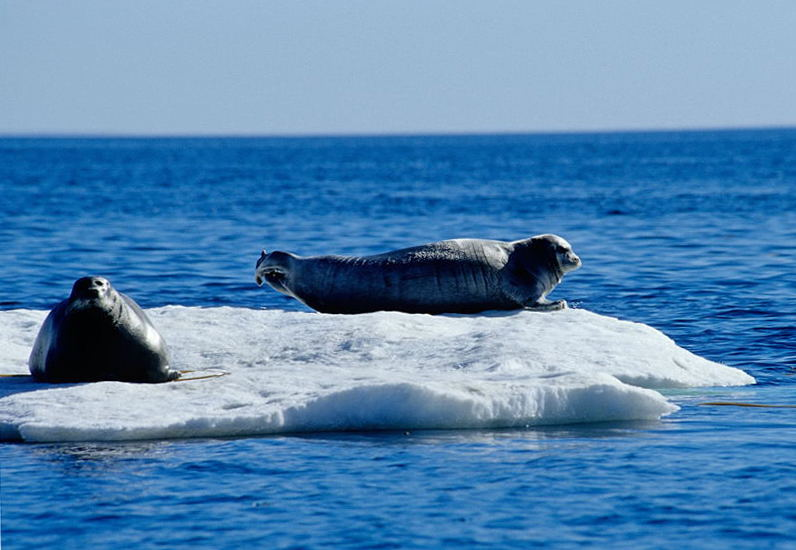
Szakállas fókák (Erignathus barbatus) egy jégtáblán a Foxe-medencében, Igloolik (Nunavut) közelében.

Nunavut a világ ötödik legnagyobb közigazgatási egysége. A territórium nagy területet kanyarít ki a kontinentális Észak-Kanadából, hozzá tartozik a Kanadai Sarki Szigetív jórésze, illetve a Hudson-öböl, a James-öböl és az Ungava-öböl valamennyi szigete.
Nyugaton a szárazföldön és több szigeten Nunavut nyugaton határos az Északnyugati területekkel, délen szárazföldi határa van Manitoba tartománnyal, a Killiniq-szigeten pedig rövidke közös határa van Új-Fundland és Labrador tartománnyal is. Tengeri határai vannak Québeckel, Ontarióval, Manitobával és Grönlanddal. 

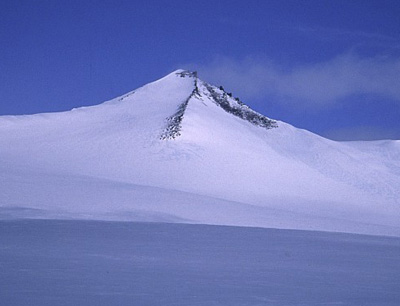
A Barbeau-csúcs keletről.

Nunavut létrehozásával jött létre a Kanadai Négyes Sarok az északi szélesség 60°00′00″ és a nyugati hosszúság 102°00′00″ metszéspontjában, a Kasba-tó déli partján: Ez Manitoba és Saskatchewan tartományok, illetve Nunavut és az Északnyugati Területek territóriumok határainak találkozási pontja. 
Nunavut legmagasabb pontja a 2616 méteres Barbeau-csúcs a Quttinirpaaq Nemzeti Parkban, a tartomány északi részén elhelyezkedő, Grönlanddal szomszédos Ellesmere-szigeten.

### Magyarul
- Iqqanaijaaqajjaagunniiqtutit Láng Attila D. esszéje a nunavuti nyelvi helyzetről

### Angolul
- Map showing regions of Nunavut (from Nunavut Government website)
- Legislative Assembly of Nunavut
- Nunavut Kavamat / Government of Nunavut: Official site
- Nunavut Planning Commission
- Nunavut Tunngavik Inc.: Nunavut Land Claims website
- The Nunavut Act of 1993 at Canadian Legal Information Institute
- Nunavut K-12 bilingual language instruction plan: Martin, Ian. Aajiiqatigiingniq Language of Instruction Research Paper. Nunavut: Dept. of Education, 2000.
- Official web site of Susan Aglukark - Inuit singer/songwriter

Turizmus
- Explore Nunavut: Travel information and community guides Archiválva 2012. március 1-i dátummal a Wayback Machine-ben
- Nunavut Parks
- Nunavut Tourism

Sajtó
- CBC North Radio: hear Inuktitut and English radio from Nunavut
- Territorial newspaper reporting in Inuktitut and English

 
Koordináták: é. sz. 68° 47′, ny. h. 95° 25′68.783333°N 95.416667°WNunavut